# Gobiatherium
Gobiatherium (literalmente "bestia del Gobi") es un género extinto de mamíferos dinoceratos de la familia de los uintatéridos, uno de los últimos conocidos. Vivió a mediados del Eoceno en Mongolia. A diferencia de sus parientes de América del Norte, el Uintatherium o el Eobasileus, no tenía cuernos ni colmillos. En cambio, tenía los pómulos más anchos y un hocico casi esférico.
A causa de la carencia sensible de muchos rasgos típicos de los uintatéridos (los cuernos y colmillos), el género está clasificado generalmente dentro de su propia subfamilia, Gobiatheriinae, aunque algunos expertos prefieran clasificarlo como una familia propia familia, Gobiatheriidae.